# Apoballis longicaulis
Apoballis longicaulis är en kallaväxtart som först beskrevs av Henry Nicholas Ridley, och fick sitt nu gällande namn av S.Y.Wong och Peter Charles Boyce. Apoballis longicaulis ingår i släktet Apoballis och familjen kallaväxter. Inga underarter finns listade.